# Rue des Canonniers
La rue des Canonniers est une rue de Lille.

## Situation et accès
Cette voie des quartiers Lille-Centre et Vieux-Lille permet de relier le centre d'affaires Euralille au musée des canonniers.
Depuis 2004, la rue est à double mode de circulation. Le côté ouest est alors réservé aux bus, tandis que l'autre côté est dédié aux autres véhicules. Depuis le réaménagement de 2011, les deux voies centrales sont ouvertes aux voitures en double sens alors que les deux voies latérales sont réservées aux bus et vélos.

## Origine du nom
La rue est ainsi nommée en raison de la présence à proximité de l'ancien terrain d'entrainement du bataillon des canonniers sédentaires de Lille dont le souvenir est illustré par le Musée des canonniers.

## Historique
La rue des Canonniers est ouverte au XVIIe siècle sous le nom de rue des Vieux Hommes, de la rue des Clarisses, actuelle rue des Urbanistes, à la rue Saint-Maurice, actuelle rue de Roubaix, sur le territoire de l'agrandissement de Lille de 1617-1622 qui reporte l'enceinte de l'angle nord de la place des Reignaux à la porte Saint-Maurice, actuelle porte de Roubaix, et des bords de la Basse Deûle, emplacement de l'actuelle avenue du Peuple-Belge, à la porte de Gand.
Elle est élargie en 1958 du boulevard Carnot à la rue de Roubaix comme amorce d'une rocade à 4 voies. Ce  projet de «percée de la Treille » destinée à relier le boulevard de la Liberté à la gare par la place aux Bleuets, la place Louise de Bettignies, le parvis de la Treille, la rue de Weppes et la rue Thiers relancé au cours des années 1970 s'est heurté à une forte opposition associative, particulièrement celle de Renaissance du Lille Ancien, et a été abandonné par le Maire de Lille Pierre Mauroy en 1985,.
- Évolution du site du XVIIIe siècle jusqu’aux années 1950

Évolution du site du XVIII jusqu’aux années 1950
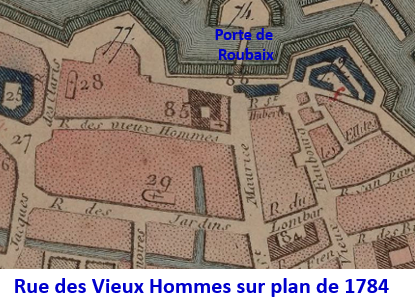
Rue des Vieux Hommes en 1784
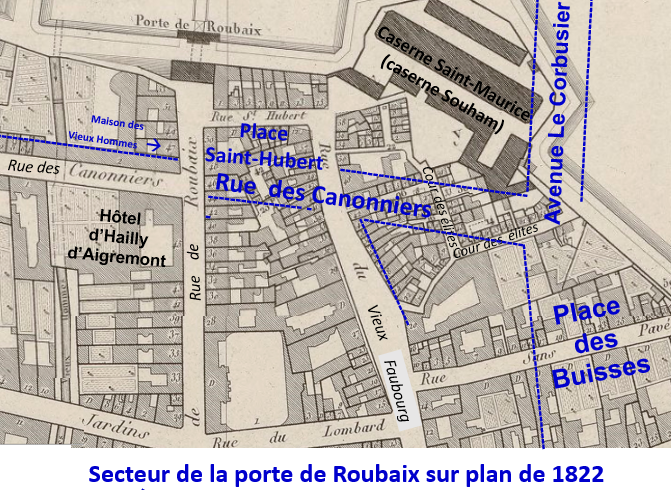
Secteur de la Porte de Roubaix en 1822 avec indication des voies actuelles
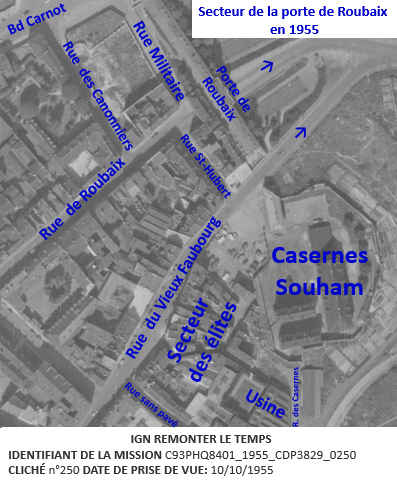
Secteur porte de Roubaix sur photo aérienne de 1955

La rue des Canonniers est prolongée au début des années 1980 au gabarit de 4 voies de la rue de Roubaix à la place des Buisses pour donner accès à la gare de Lille-Flandres. Ce prolongement emporte une partie du quartier populaire des  Élites. Ce secteur très dense compris dans le périmètre compris entre la rue du Vieux-Faubourg, la rue sans pavé (voie actuellement englobée dans un ensemble d'immeubles de bureaux), le rempart et les casernes Saint-Maurice (actuelle caserne Souham) comprenait des courées parmi les plus insalubres où s'entassait au XIXe siècle une population ouvrière. La cour des Élites sur laquelle donnaient cinq courettes en cul-de-sac de 2 mètres de large qui existaient en 1695, était la plus sinistre. Un enquêteur y constate en 1887 «des misères indicibles». Lors du prolongement, les maisons de ce secteur, datant pour la plupart des XVIIe siècle et XVIIIe siècle étaient délabrées et abandonnées depuis les années 1960 dans l'attente de leur démolition.
L'ilot subsistant entre la rue prolongée et l'étroite rue Saint-Hubert est rasé en 1986, dégageant un espace devenu la  place Saint-Hubert. Au nord-est de la place les maisons anciennes accolées au rempart sont préservées.
Sur l'autre rive, les terrains de l'ancien quartier des Élites servent de parkings pendant quelques années avant la construction au début des années 1990 d'immeubles de bureaux, notamment du siège de la banque Scalbert-Dupont devenue CIC Nord-Ouest.
La rue des Canonniers était croisée par la rue de Roubaix donnant accès à la rue du Faubourg de Roubaix par la porte de Roubaix et par un autre passage routier ouvert à la fin des années 1930 à l'extrémité de la rue du Vieux-Faubourg à travers l'ancien rempart.
Les croisements de circulation de la rue du Vieux-Faubourg et de la rue de Roubaix entre le centre-ville et la périphérie sont supprimés au milieu des années 1990 lors de l'aménagement d'Euralille ce qui reporte la circulation sur l'avenue Le Corbusier. La porte de Roubaix conserve cependant un accès piétons  au parc Henri Matisse.
- Évolution du site de la Porte de Roubaix à la fin du XXe siècle et au début du XXIe siècle

Évolution du site de la Porte de Roubaix à la fin du XX et au début du XXI
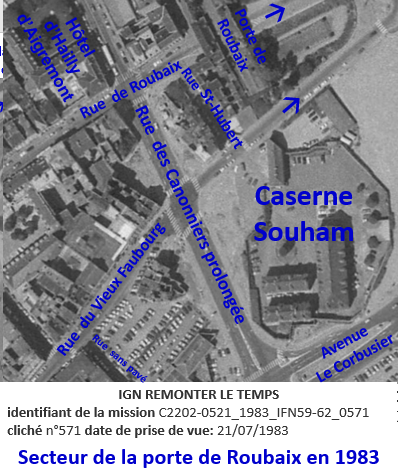
1983. Rue des canonniers prolongée. Secteur des Élites démoli sauf 2 ilots devant la rue Saint-Hubert et à l'extrémité de la rue du Vieux-Faubourg
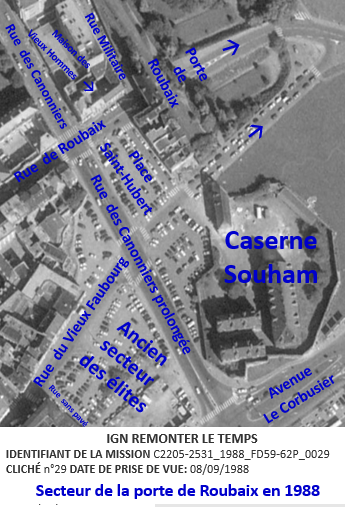
1988. Les maisons devant la rue Saint-Hubert sont démolies créant la place Saint-Hubert. Les terrains de l'ancien quartier des Élites sont des parkings
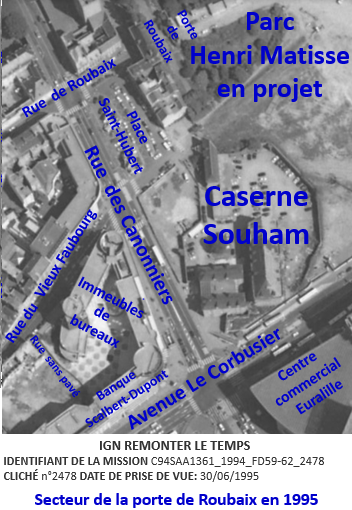
1995. Les immeubles de bureaux sont construits. Les traversées routières à l'extrémité de la rue Saint-Hubert et de la rue de Roubaix sont fermées en prévision de l'aménagement du parc Henri Matisse
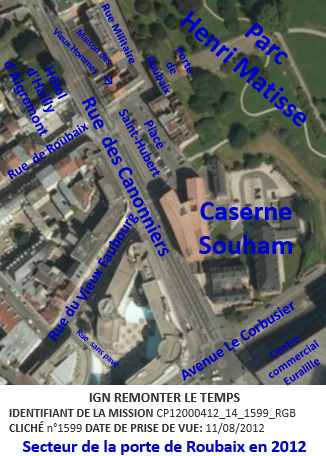
Secteur porte de Roubaix sur photo aérienne de 2012

Après avoir été modifiée en 2004, la rue a été modifiée à nouveau en 2011 à la demande de Martine Aubry, jugeant « imbécile » la configuration de la rue. La seconde opération a coûté 350 000 €.

## Bâtiments remarquables et lieux de mémoire
La rue dessert, au nord, le musée des canonniers et au sud l'ancienne caserne Souham, aujourd'hui occupée par les locaux du CNRS.
À proximité de la rue se trouve la porte de Roubaix, classée monument historique en 1929. Elle longe également l'hôtel d'Hailly d'Aigremont et, en face, la maison des Vieux Hommes, vestige de l'hôpital Saint-Charles-Borromée, tous deux inscrits à l'inventaire des monuments historiques.